# 호모 코레아니쿠스
호모 코레아니쿠스(부제:인간 개조에서 토털 키치까지- 미학자 진중권의 한국인 낯설게 읽기)는 진중권의 2007년의 단행본으로서 웅진지식하우스에서 펴냈다.
한국의 현대사회를 사회역사학적, 문화사회학적 관점으로 거시적으로 관찰한 에세이다. 또한 사회 비판적 수필이기도 하다. 저서의 제목은 "인간"을 뜻하는 라틴어의 호모(homo)와 "한국의"라는 의미의 coreanicus의 조어로 만든 것이다. 저서의 내용은 대한민국만 관련시키므로 "코레아"는 남한의 사회와 인구를 지시한다.

## 내용
라틴어로 한국인을 뜻하는 제목이 대표적으로 암시하듯 대한민국의 과거와 현재를 관찰, 해석하고 미래를 전망, 제시한다. 책에서 사용되는 개념으로는 정체성, 하비튀스, 상대성, 현상학 등이 있다.

## 목차
1. 프롤로그 - 호모 코레아니쿠스를 찾아서
2. 근대화 - 프랑켄슈타인│낯선 근대인을 만나다
3. 전근대성 - 죽은 양반의 사회│미완의 프로젝트
4. 미래주의 - 디지털, 사이보그 그리고 짝퉁│테크네와 메트릭으로 무장하라
5. 에필로그